# Strade provinciali della provincia di Livorno
Questo è un elenco delle strade provinciali presenti nel territorio della provincia di Livorno. In azzurro le strade provinciali ex statali.
| Numero | Denominazione                                             | Percorso | Lunghezza (km) |
| ------ | --------------------------------------------------------- | --- | -------------- |
|        | delle colline per Ponsacco                                | Innesto con la S.R. n. 206 a Vicarello - Innesto con la S.P. n. 12 (PI) a Valtriano | 2,805          |
|        | della Cerretta                                            | Innesto con la S.P. n. 4 a Nugola - Innesto con la S.P. n. 555 a Mortaiolo | 3,695          |
|        | dei Poggi                                                 | Innesto con la S.R. n. 206 a Collesalvetti - Innesto con la S.P. n. 555 a Mortaiolo | 2,358          |
| a      | delle Sorgenti                                            | Innesto con la S.S. n. 1 a Livorno - Pian di Rota - Nugola - Innesto con la S.R. n. 206 a Collesalvetti | 13,183         |
| a      | della Valle Benedetta                                     | Innesto con la S.S. n. 1 a Livorno - Burchietto - Valle Benedetta - Colognole - Innesto con la S.R. n. 206 a Parrana San Giusto                                                                                | 15,087         |
| b      | della Fociarella                                          | | 1,545          |
| bis    | delle colline per Orciano                                 | Innesto con la S.P. n. 5 a Colognole - Innesto con la S.P. n. 37 (PI) a Stazione di Orciano | 0,975          |
|        | di Parrana San Martino                                    | Innesto con la S.P. n. 4 a Nugola - Parrana San Marco - Innesto con la S.R. n. 206 vicino a Torretta Vecchia                                                                                                   | 7,352          |
|        | di Parrana San Giusto                                     | Innesto con la S.R. n. 206 sotto a Parrana San Giusto - Parrana San Giusto | 3,353          |
| a      | di Popogna                                                | Innesto con la Strada comunale Via di Popogna nel Comune di Livorno - Rodocanacchi - Innesto con la S.P. n. 10 a Gabbro                                                                                        | 13,541         |
| b      | delle Capanne                                             | Innesto con la S.P. n. 10 a Gabbro - Innesto con la S.R. n. 206 a Località Cafaggiolo | 2,651          |
|        | Circuito di Montenero                                     | Innesto con la S.S. n. 1 a Montenero - Castellaccio - Innesto con la S.S. n. 1 a Quercianella | 8,396          |
|        | Traversa Livornese                                        | Innesto con la S.P. n. 8 a Gabbro - Castelnuovo della Misericordia - Rosignano Marittimo - Innesto con la S.S. n. 1 a Rosignano Solvay                                                                         | 17,118         |
| a      | di Vaiolo                                                 | Innesto con la S.S. n. 1 a Chioma - Aia di Vecchia - Nibbiaia - Innesto con la S.P. n. 10 a Castelnuovo della Misericordia                                                                                     | 10,656         |
| b      | di Chiappino                                              | | 2,526          |
| bis    | Per Orciano                                               | Innesto con la S.P. n. 10 a Castelnuovo della Misericordia - Innesto con la S.P. n. 43 (PI) a Collina Alta | 2,216          |
|        | di Giunca                                                 | Innesto con la S.P. n. 10 a Rosignano Marittimo - Innesto con la S.R. n. 206 in Località Coli | 2,869          |
|        | della Torre                                               | Innesto con la S.P. n. 39 a Vada - Innesto con la S.R. n. 206 alla Zona artigianale Malandrone | 4,371          |
|        | di Paratino                                               | Innesto con la S.P. n. 39 a Cecina - Innesto con la S.P. n. 15 alla Zona industriale Mannaione | 5,858          |
| bis    | Cecina-Casale Marittimo                                   | Innesto con la S.P. n. 39 a Cecina - Innesto con la S.P. n. 28 a Casale Marittimo | 3,035          |
|        | della Camminata                                           | Innesto con la S.P. n. 39 a La California - Bibbona - Innesto con la S.P. n. 19 (PI) a Casale Marittimo | 6,450          |
| bis    | dei Melograni                                             | Innesto con la S.P. n. 39 alla Stazione di Bolghieri - Marina di Bibbona | 2,449          |
| a      | di Bibbona - San Guido                                    | Innesto con la S.P. n. 15 a Bibbona - Innesto con la S.P. n. 16b a Bolgheri | 5,698          |
| b      | di San Guido                                              | Innesto con la S.P. n. 16a a Bolgheri - Innesto con la S.P. n. 329 a Castagneto Carducci | 8,700          |
| c      | di Attaccapane                                            | Innesto con la S.P. n. 329 a Castagneto Carducci - Innesto con la S.P. n. 39 a Donoratico | 3,882          |
| d      | di Bolgheri                                               | Innesto con la S.P. n. 39 a San Guido - Innesto con la S.P. n. 16 a Bolgheri | 4,692          |
|        | di Marina di Castagneto                                   | Innesto con la S.P. n. 39 a Donoratico - Marina di Castagneto Carducci | 2,224          |
|        | dei 4 Comuni                                              | Innesto con la S.P. n. 329 a Sassetta - Prata - Belvedere - Innesto con la S.R. n. 398 a Suvereto | 15,508         |
| a      | del Lodano                                                | Innesto con la S.P. n. 18 a Sassetta - Innesto con la S.P. n. 20 (PI) a Frassine | 6,008          |
|        | di Montoni                                                | Innesto con la S.R. n. 398 a Suvereto - San Lorenzo - Innesto con la S.P. n. 33 (GR) vicino a Valpiana | 10,104         |
|        | di Campiglia Marittima                                    | Innesto con la S.R. n. 398 a Venturina - Campiglia Marittima - Innesto con la S.P. n. 39 a San Lorenzo | 5,872          |
|        | dii Carafaggio - Riotorto                                 | Innesto con la S.P. n. 20 a Campiglia Marittima - Innesto con la S.P. n. 21 a Riotorto | 10,500         |
| b      | di San Lorenzo - Bandinelle                               | Innesto con la S.P. n. 39 a Venturina - Innesto con la S.P. n. 19 a San Lorenzo | 10,726         |
|        | della Principessa                                         | Innesto con la S.P. n. 39 a San Vincenzo - Poggio all'Agnello - Fiorentina - Gagno - Piombino | 6,211          |
| ter    | delle Caldanelle                                          | Innesto con la S.P. n. 23 al Poggio all'Agnello - Innesto con la S.P. n. 39 a Venturina | 6,920          |
|        | di Portoferraio - Bivio Boni                              | Portoferraio - Scaglieri - Procchio - Innesto con la S.P. n. 25 a Bivio Boni | 12,415         |
| a      | di Procchio - Marina di Campo                             | Innesto con la S.P. n. 25b a Procchio - Colle di Procchio - La Pila - Innesto con la S.P. n. 25d a Marina di Campo                                                                                             | 3,506          |
| b      | Procchio-Marciana Marina-Poggio-Marciana-Zanca-Punta Nera | Innesto con la S.P. n. 25a a Procchio - Sprizze - Marciana Marina - La Tezzia - Poggio - Zanca - Colle d'Orano - Innesto con la S.P. n. 25c a Punta Nera                                                       | 14,530         |
| c      | Pomonte-Secchetto-Cavoli-Bivio San Piero                  | Innesto con la S.P. n. 25b a Punta Nera - Chiessi - Pomonte - Campo nell'Elba - Innesto con la S.P. n. 25d al Colle di Palombaia                                                                               | 25,500         |
| d      | Bivio San Piero-Marina di Campo                           | Innesto con la S.P. n. 25a a Marina di Campo - Colle di Palombaia - Innesto con la S.P. n. 25c a Campo nell'Elba                                                                                               | 4,696          |
| a      | Bivio Boni-Porto Azzurro                                  | Innesto con la S.P. n. 26b a Porto Azzurro - Lido di Capolivieri - Schiopparello - - San Giovanni - Innesto con la S.P. n. 24 a Portoferraio                                                                   | 10,348         |
| b      | Porto Azzurro-Quadrivio-Padreterno                        | Innesto con la S.P. n. 26c a Rio nell'Elba - Innesto con la S.P. n. 26a a Porto Azzurro | 7,484          |
| c      | Rio Elba-Rio Marina                                       | Innesto con la S.P. n.26b a Rio nell'Elba - La Ginestra - Innesto con la S.P. n. 26d a Rio Marina | 2,012          |
| d      | Rio Marina-Cavo                                           | Innesto con la S.P. n. 26c a Rio Marina - Innesto con la S.P. n. 33 a Cavo | 8,033          |
|        | Schiopparello-Magazzini-Bagnaia                           | Innesto con la S.P. n. 26 a Schiopparello | 5,501          |
|        | Bivio San Pietro-San Ilario-La Pila                       | Innesto con la S.P. n. 25d al Colle di Palombara - San Pietro in Campo - San Ilario - Innesto con la S.P. n. 25 a La Pila                                                                                      | 8,839          |
| a      | Valdana-Lacona                                            | Innesto con la S.P. n. 26 a Bivio Valdana - Innesto con la S.P. n. 30b a Lacona | 5,839          |
| b      | Lacona-Marina di Campo                                    | Innesto con la S.P. n. 30a a Lacona - Filetto - Innesto con la S.P. n. 25 a Marina di Campo | 7,802          |
|        | Bivio Mola-Capoliveri                                     | Innesto con la S.P. n. 26 a Mola - Capoliveri | 3,395          |
|        | del Volterraio                                            | Innesto con la S.P. n. 28 a Magazzini - Innesto con la S.P. n. 26 a La Ginestra | 6,130          |
|        | di Parata                                                 | Innesto con la S.P. n. 26 a La Ginestra - Innesto con la S.P. n. 26d a Cavo | 10,114         |
|        | Ponte di Civillina-Ponte di Noveri                        | Innesto con la S.P. n. 25b a Ponte di Civillina - Innesto con la S.P. n. 25b a Marciana | 2,961          |
|        | di Monte Perone                                           | Innesto con la S.P. n. 29 a San Ilario - Monte Perone - Innesto con la S.P. n. 25b a Poggio | 9,584          |
|        | Capraia Isola                                             | Porto - Capraia Isola | 0,895          |
|        | Vecchia Aurelia                                           | Innesto con la S.S. n. 1 a Chioma - Castigloncello - Rosignano Solvay - Vada - San Pietro in Palazzi - Cecina - Donoratico - San Vincenzo - Venturina - Riotorto - Innesto con la S.P. n. 152 (GR) a Follonica | 390,074        |
|        | della Base Geodetica                                      | Innesto con la S.P. n. 23 a Fiorentina - località Perelli - Innesto con la S.P. n. 39 a Riotorto | 10,895         |
|        | di Marina di Pisa                                         | Innesto con la S.P. n. 224 (PI) a Calambrone - Innesto con la S.S. n. 1 a Livorno | 1,041          |
|        | Passo di Bocca di Valle                                   | Innesto con la S.P. n. 39 a Donoratico - Castagneto Carducci - innesto con la S.P. n. 329 (PI) a Monteverdi Marittimo                                                                                          | 13,379         |
| SP 555 | delle colline                                             | Innesto con la S.S. n. 1 a Livorno - Guasticce - Mortaiolo - Innesto con la S.R. n. 206 a Vicarello | 10,301         |